# Bitwa pod Bargal
Bitwa pod Bargal – bitwa, która odbyła się w dniach od 31 maja do 3 czerwca 2007 roku w wiosce Bargal w Puntlandzie.
30 maja od 12 do 35 uzbrojonych islamskich powstańców przybyło dwiema łodziami z południowej Somalii i zetknęło się z lokalnym oddziałem. 1 czerwca USS Chafee, okręt US Navy, ostrzelał wzgórza wokół Bargalu, gdzie islamscy bojownicy mieli bazę. Z amerykańskich doniesień wynika, że powstańcy należeli do Al-Ka’idy i byli podejrzani o zaangażowanie w dokonanie zamachów na ambasady USA w Afryce w 1998 roku.
Według rządu Puntlandu w akcji zostali ranni między innymi Brytyjczycy, Amerykanie, Szwedzi, Pakistańczycy i Jemeńczycy.